# Sidney Webb
Sidney James Webb, 1. baron Passfield (13. července 1859 Londýn – 13. října 1947 Hampshire) byl výraznou britskou osobností v odvětvích ekonomie, politiky a vzdělávacího systému.
Se svou ženou Beatricí Webbovou se stali zakládajícími členy Fabiánské společnosti, která se později podílela na vzniku politické strany Labour Party a roku 1900 byla jejím kolektivním zakládajícím členem. Jsou také spoluzakladateli dodnes velice úspěšné London School of Economics (Londýnské školy ekonomie a politických věd). Sidney Webb se také podílel na reformaci Londýnské univerzity.

## Vzdělání, životní úspěchy
Sidney Webb studoval práva na Londýnské univerzitě Birbeck. Znal se s Georgem Bernardem Shawem, v té době mladým novinářem, který ho uvedl do Fabiánské společnosti. Tato organizace prosazovala hodnoty a principy demokratického socialismu, netíhla k revolučnímu chování, které můžeme vidět u bolševismu, ale snažila se je prosadit pomocí demokratických reforem. Webb se stal členem Fabiánské společnosti a s využitím širokých znalostí práva pomohl organizaci zformovat právní otázky socialismu, které sepsal v knize Facts for socialists. V roce 1889 společně s dalšími členy Fabianské společnosti vydal knihu Fabianské eseje. Po svatbě se svou ženou Webb opustil dráhu advokacie a společně se věnovali sociálním výzkumům, vydáváním knih a žurnalistice. Webbovi založili politický časopis New Stateman, kde prezentovali své názory. V roce 1914 se společně přidali k Labouristické straně, kde rychle rostl jejich vliv. Sidney Webb se významně podílel na názorovém nasměrování strany a jejímu dosazení ke středo-levici. V rámci své kariéry ve straně působil v roce 1919 také jako expert pro hornickou federaci. Jeho práce v této pozici pomohla Labouristické straně k výbornému výsledku ve volbách a Webb díky tomu získal post předsedy obchodní komory v obou labouristických vládních obdobích.

## Rodinný život
Sidney Webb našel svou životní partnerku ve vzdělané Beatrici Webbové, rozené Potterové, a v roce 1892 se s ní oženil. Beatrice s ním sdílela stejné zájmy a přesvědčení. Jejich manželství bylo bezdětné, měli okolo sebe ale početnou rodinu a velké kariérní úspěchy.

## Profesní život
Sidney Webb se v roce 1895 zasloužil o založení Londýnské školy ekonomické (London school of Economics), přičemž použil majetek, odkázaný Fabiánské společnosti (socialistická společnost ve Velké Británii založená v roce 1884). Finanční majetek, který do manželství přinesla Beatrice, mu umožnil i vzdát se své administrativní práce a soustředit se jen na své další činnosti. V roce 1912 byl jmenován profesorem veřejné správy. V této pozici strávil 15 let. O rok později manželé Webbovi založili časopis New Statesman.

## Politická kariéra
Sidney a Beatrice Webbovi se v roce 1914 stali členy labouristické strany a aktivně se angažovali v politice. V řadách této politické strany rychle rostlo jejich postavení. Díky přátelství s válečným vůdcem strany Arthurem Hendersonem a neustálým přísunem nezainteresovaných rad se Sidney stal členem výkonného výboru a vypracoval návrh první a po dlouhou dobu nejdůležitější politické prohlášení strany, který nazval: Labour and the New Social Order (1918). V roce 1919 začal sloužit jako jeden z odborníků, které si vybrala Hornická federace do Sankey Commission on the Coal Mines. Jedním z výsledků jeho činnosti v komisi bylo to, že ve všeobecných volbách v roce 1922 Sidney získal obrovskou většinou volební obvod Seaham Harbour v Durhamu, čímž si v roce 1924 jako předseda obchodní komory zajistil úřad vlády v obou labouristických vládách. V roce 1929 byl povýšen do šlechtického stavu jako baron Passfield z Passfield Corner v hrabství Southampton. Ve stejném roce dále působil jako státní tajemník pro kolonie Velké Británie a státní tajemník pro záležitosti panství ve druhé labouristické vládě Ramsayho MacDonalda. Ve funkci koloniálního tajemníka vydal tzv. Passfieldovu bílou knihu. Ta revidovala státní politiku v Palestině a ve větší míře omezovala masovou imigraci Židů do Velké Británie.
Zhoršení zdravotního stavu ho v roce 1930 přimělo odstoupit z pozice státního tajemníka pro kolonie a do pádu labouristické vlády v srpnu následujícího roku zastával jen pozici koloniálního sekretáře. Manželé Webbovi ignorovali stále se zvyšující počet důkazů o zvěrstvech, které spáchal Josef Stalin. V roce 1932 byli oba manželé znechuceni pracovními vyhlídkami ve Velké Británii a rozhodli se k emigraci do Sovětského svazu. Další tři roky strávili psaním jejich poslední velké knihy Sovětský komunismus: Nová civilizace? (1935). Až do své smrti oba zůstávali přívrženci Sovětského svazu. Jejich díla byla kritiky označována jako čistě sovětská propaganda.

## Dílo
Sidney Webb napsal několik děl pro novou politickou socialistickou stranu Fabian Society. Jeho první dílo nese název The facts for socialist a jednalo se o základní traktát o socialismu a The Fabian Society jako straně. Jako další důležité dílo následoval soubor esejů Fabian Essays in Socialism (1889), kterým dal vzniknout jeden z Webbových veřejných projevů. Už tam zaznamenáváme první popisy a rozvinutí Fabianismu, socialistické politickoekonomické teorie, spoluutvořenou Sidney Webbem a britským novinářem, spoluzakladatelem Fabian Society, George Bernardem Shawem. S ním se ovšem zcela neshodnul na přístupu v rámci politického spektra v Británii: Webb totiž na rozdíl od G. B. Shawa neviděl důvod vytvářet novou, samostatnou stranu a měl v plánu pouze implementovat socialistické myšlení do britské Liberal Party. V díle Essays in Socialism píše Sidney Webb v eseji Historic o tom, jak socialismus víceméně nevědomky již pronikl skrze společnost do kontrolních služeb, což se mělo projevit zejména v jednotlivých správních celcích. Další eseje v díle rozvíjejí společenskou, ekonomickou a politickou stránku socialismu a obecně se tato sbírka považuje za velice důležitou v rámci the Fabian Society a celkově socialistického hnutí ve Velké Británii.
Po tom, co se oženil s Beatrice Webb, společně spolupracovali na dalších dvou dílech, The History of Trade Unionism (1894) a Industrial Democracy (1897). Dílo The History of Trade Unionism je detailní záznam o začátcích a vývoji britského odborového hnutí (Trade union). Jednalo se o asociaci pracujících v konkrétní oblasti a mělo zajistit neustálé zlepšování ve finančním ohodnocení, pracovních podmínkách, sociálním a politickém statusu a obecně udržovat aktivní konverzaci zaměstnanců a zaměstnavatelů. Tato kniha je stále považována za jedno z nejkvalitnějších děl na dané téma, byla přeložena do mnoho jazyků – mimo jiné i do ruštiny Vladimírem Leninem. Další kniha, Industrial Democracy měla podobnou formu jako dílo o Trade unions. Jednalo se o knihu studující termín, podle kterého se jmenuje. Industrial democracy je forma spoluvládnutí v rámci pracovního prostředí. Má zaručit, aby se pracující mohli spolupodílet na rozhodnutí, reformách a dalších aktivitách tam, kde pracují. Obě tyto knihy byly zásadní hlavně v tom, že představovaly britským ekonomům, historikům a politikům části společnosti, kterým dříve nevěnovali pozornost. Dále je důležité zmínit kontinuitní historické dílo, publikované během 25 let, které mapuje britské vlády od sedmnáctého, do dvacátého století.
Další zásadní, tentokrát již politické dílo je prohlášení Sideyho Webba v rámci britské strany labouristů (Labour Party), do které s manželkou vstoupili – Labour and the new Social Order (1918). Jednalo se o první a po dlouhou dobu nejdůležitější politické prohlášení Labour party, upevňující jejich politické směřování, priority a zásady. Poslední dílo je další z kolaborace Sidney a Beatrice Webb a jedná se o knihu, kterou společně tvořili přes tři roky – Soviet Communism: A New Civilization? (1935). Začali ji psát po návštěvě sovětského Ruska, kam se měli v plánu přestěhovat. Dle této knihy se zdá, že přesměrovali svou původní teorii postupné sociální a politické reformace v radikálnější, rychlejší formu revoluce. Oba manželé za svůj život napsali mnoho dalších pojednání, knih, pamfletů a esejů, toto jsou pouze ty nejzásadnější jak pro jejich osobní životy, tak pro ekonomické a politické směry, kterými se zabývali.

## Smrt
Manželé Webbovi zemřeli pár let po sobě, Beatrice v roce 1943 a Sidney v roce 1947, oba byli pohřbeni na zahradě jejich domu v Passfield Corner. Později G. B. Shaw založil petici s požadavkem přesunout manžele Webbovy do Westminsterského opatství, nakonec byli pohřbeni do hlavní lodě opatství.